# Улрих I фон Хелфенщайн
Улрих I (V) фон Хелфенщайн (на немски: Ulrich I (V) von Helfenstein; † сл. 1241) е граф на Хелфенщайн (1200 – 1241) и на Шпитценберг (близо до Кухен) в Баден-Вюртемберг.

## Биография
Той е най-големият син на граф Лудвиг I (III/IV) фон Шпитценберг († сл. 1200) и съпругата му фон Хелфенщайн, дъщеря, наследничка на граф Еберхард II 'Млади' фон Хелфенщайн († сл. 1140/ок. 1170). Внук е на Рудолф I фон Зигмаринген († сл. 1147) и Аделхайд († сл. 1147). Баща му е брат на граф Готфрид фон Шпитценберг († 1190), епископ на Регенсбург (1185 – 1186) и на Вюрцбург (1186 – 1190).
Улрих I е брат на Еберхард III фон Хелфенщайн († сл. 1229), Бертхолд, епископ на Кур (1228 – 1233, убит), и на граф Готфрид II фон Хелфенщайн-Зигмаринген († 1241), който е баща на Бертхолд фон Питенгау († 1254), епископ на Пасау (1250 – 1254), и на Алберт I фон Питенгау († 1260/1262), епископ на Регенсбург (1246 – 1259).
Графовете Улрих I и брат му Еберхард III са често (от 1207 или 1208) при крал Филип Швабски, император Фридрих II и при крал Хайнрих VII.

## Фамилия
Улрих I фон Хелфенщайн се жени за дъщеря на Адалберт фон Равенщайн, или за Анна фон Хенеберг († сл. 1235), дъщеря на граф Попо VII фон Хенеберг († 1245), бургграф на Вюрцбург. Анна е полусестра на Бертхолд I фон Хенеберг (IV) († 1312), епископ на Вюрцбург (1267 – 1274) и Майнц (1307 – 1312). Те имат децата:
- Улрих II фон Хелфенщайн (* ок. 1224; † 17 май 1294), граф на Хелфенщайн (1241 – 1294), граф на Зигмаринген, женен I. Вилибирг/Вилебург фон Дилинген (* ок. 1226; † 1268), II. 1267 г. за Агнес фон Тюбинген-Херенберг, наследничка на Блаубойрен
- Лудвиг († 26 октомври 1285)
- Ханс